# Daryl F. Gates' Police Quest: SWAT
Daryl F. Gates' Police Quest: SWAT is het vijfde spel uit de Police Quest-franchise van Sierra Entertainment. Binnen die franchise is het het eerste spel uit de SWAT-serie. Het is een first-person live-action interactieve film die uitkwam in 1995. Doordat het spel grafisch gezien gebruikmaakt van 
Full motion video stond het op vier cd-roms.

## Spelbesturing
Het spel bestaat grotendeels uit politietrainingen waar de speler procedures en technieken aanleert om een missie uit te voeren. Na geslaagd te zijn voor de eerste trainingsronde, start een missie over een mentaal gestoorde persoon. Na succesvolle beëindiging start een tweede training waarna een missie start over een voortvluchtige die zich heeft gebaricadeerd. Na een derde trainingssessie start de laatste missie: een terroristische aanval.
De verhaallijnen zijn gedeeltelijk random: de ene keer is een bepaald personage een misdadiger, de andere keer een burger. Soms wordt men langs voor aangevallen, dan weer langs achter. De locatie waar het doelwit zich bevindt, zal ook niet altijd hetzelfde zijn. Ook de rol van de speler is afhankelijk naargelang het trainingsschema hij volgde. Zo kan hij een scherpschutter of de bevelhebber zijn.